# Mohamed Ryad Garidi
Mohamed Ryad Garidi, né le 20 décembre 1977 à Alger, est un rameur d'aviron algérien.

## Carrière
Mohamed Ryad Garidi remporte la médaille d'or du deux de couple poids légers avec Chaouki Dries aux Championnats d'Afrique d'aviron 2005.
Il est médaillé d'or avec Kamel Aït Daoud en deux de couple poids légers aux Jeux africains de 2007. Il participe aussi avec Garidi aux Jeux olympiques d'été de 2008. Il est médaillé d'argent en quatre de couple poids légers aux Championnats d'Afrique d'aviron 2012 à Alexandrie.
Le duo Aït Daoud-Garidi est à nouveau médaillé d'or en deux de couple poids légers aux Championnats d'Afrique d'aviron 2013 ; il est aussi lors de ces Championnats médaillé d'or en quatre de couple poids légers. 
Aux Championnats d'Afrique d'aviron 2014, il remporte la médaille d'or en deux de couple poids légers avec Chawki Dries.
Il est ensuite médaillé d'argent en quatre de couple poids légers aux Jeux méditerranéens de plage de 2015 à Pescara. 
Il est médaillé d'or en quatre de couple poids légers et médaillé d'argent en deux de couple poids légers aux Championnats d'Afrique d'aviron 2015 à Tunis.